# Châtillon, Hauts-de-Seine
Châtillon là một xã trong vùng đô thị Paris, thuộc tỉnh Hauts-de-Seine, vùng hành chính Île-de-France của nước Pháp, có dân số là 28.622 người (thời điểm 1999). Tọa độ địa lý của xã là 48° 48' vĩ độ bắc, 02° 17' kinh độ đông. Châtillon nằm trên độ cao trung bình là 121 mét trên mực nước biển, có điểm thấp nhất là 78 mét và điểm cao nhất là 164 mét.

## Thông tin nhân khẩu
| 1968   | 1975   | 1982   | 1990   | 1999   |
| ------ | ------ | ------ | ------ | ------ |
| 24 640 | 26 574 | 24 834 | 26 411 | 28 622 |

## Các thành phố kết nghĩa
- Genzano di Roma, Ý
- Merseburg, Đức